# Fiskdamm (Konga socken, Skåne)
Fiskdamm är en sjö i Svalövs kommun i Skåne och ingår i Rönne ås huvudavrinningsområde. Sjön har en area på 0,0515 kvadratkilometer och ligger 157,3 meter över havet. Sjön avvattnas av vattendraget Skärån.

## Delavrinningsområde
Fiskdamm ingår i det delavrinningsområde (621940-133754) som SMHI kallar för Vid Q i Län punkt. Medelhöjden är 120 meter över havet och ytan är 44,16 kvadratkilometer. Det finns inga avrinningsområden uppströms utan avrinningsområdet är högsta punkten. Skärån som avvattnar avrinningsområdet har biflödesordning 2, vilket innebär att vattnet flödar genom totalt 2 vattendrag innan det når havet efter 48 kilometer. Avrinningsområdet består mestadels av skog (60 procent) och jordbruk (27 procent). Avrinningsområdet har 0,09 kvadratkilometer vattenytor vilket ger det en sjöprocent på 0,2 procent.